# Schotland van A tot Z

## A

Abercrombie-ruit

Abbey Strand - 
Abbotsford House - 
Abercrombie-ruit - 
Aberdeen - 
Aberdeenshire - 
Aberdour Castle - 
Aberlemno Sculptured Stones -
Abernethy Round Tower -  
Achnabreck Cup And Ring Marks - 
Act of Union 1707 - 
Aedh van Schotland - 
Airdrie (Schotland) - 
Airdrieonians FC (1878) -
Airdrieonians FC (2002) -
Airdrie United FC - 
Alexander I van Schotland - 
Anderson-ruit - 
Andreas (apostel) - 
Angus (county) - 
Arbuthnott-ruit -
Steve Archibald - 
AJR (Edinburgh) -
Arbroath Abbey -
Ardchattan Priory -
Ardclach Bell Tower - 
Ardestie Earth House - 
Argyll's Lodging - 
Armstrong-ruit - 
Arnol Blackhouse - 
Aros Castle - 
Auchindoun Castle - 
Aviemore
Avon -
Ayr United FC

## B
Baird-ruit - 
Edward Balliol -
Ballygowan Cup And Ring Marks - 
Ballymeanoch - 
Baltersan Castle - 
Baluachraig Cup and Ring Marks - 
Balvaird Castle - 
Balvenie Castle -
Balvenie (whisky) - 
Bannockburn - 
Bar Hill Fort - 
Barclay-ruit - 
Barochan Cross - 
Barpa Langais - 
Barsalloch Fort -
Bass Rock - 
Bay City Rollers -
Beauly Priory - 
Beàrnaraigh - 
Alexander Graham Bell - 
Belle & Sebastian - 
Ben Nevis - 
Bernera Barracks -
Biggar Gasworks Museum -  
Binnen-Hebriden - 
Birsay -
Bjarni the Poet - 
Blackadder Water -
Blackfriars Chapel (St Andrews) -
Blackhammer Chambered Cairn - 
Bonawe Iron Furnace -  
Bordastubble Standing Stone - 
Borthwick-ruit -
Borve Castle -  
Botanical Society of Scotland - 
Bothwell Castle - 
Bow Broch - 
Bowmore (plaats) -
Kris Boyd - 
Boyd-ruit - 
Brandsbutt Symbol Stone - 
Brechin Cathedral - 
Bressay -  
Bridge of Oich -
Broch - 
Broch of Bruernish - 
Broch of Culswick - 
Broch of Gurness - 
Broch of Yarrows - 
Broughty Castle - 
Burghead Well - 
Burleigh Castle - 
Burray -
Burroughston Broch - 
Buiten-Hebriden - 
Robert Burns - 
Matt Busby

## C
Caerlaverock Castle - 
Cairn Holy Chambered Cairns - 
Cairn o'Get - 
Cairnbaan Cup And Ring Marks - 
Cairnpapple Hill - 
Caithness - 
Calanais Standing Stones - 
Calda House - 
Campbeltown Cross - 
Cambuskenneth Abbey -
Caol Ila - 
Cardoness Castle -
Carn Liath (broch) - 
Carnasserie Castle -
Carsluith Castle -  
Castle Campbell - 
Castle Moil - 
Castle of Old Wick - 
Castle of Park - 
Castle Sinclair Girnigoe - 
Castle Sween - 
Caterthuns - 
Celtic FC - 
Celtic Park - 
Chapel Finian - 
Chirnside Parish Church - 
Church of Scotland - 
Church of the Holy Rude - 
Cill Chriosd - 
Cille Bharra - 
Cinn Trolla Broch - 
Clachtoll Broch -
Clackmannan Tower -
Jim Clark - 
Clava Cairns -
Claypotts Castle -
Click Mill (Dounby) - 
Clickimin Broch -
Clyde FC - 
Clyde (rivier) - 
Clydesdale Bank - 
Cnoc Freiceadain Long Cairns - 
John Collins - 
William Collum - 
Comet Stone - 
Sean Connery - 
Constantijn I van Schotland - 
Constantijn II van Schotland - 
Constantijn III van Schotland - 
Corgarff Castle - 
Corrigall Farm Museum - 
Corrimony Chambered Cairn - 
Coulter Motte - 
David Coulthard -
Council areas van Schotland -
Craigmillar Castle - 
Craignethan Castle - 
Cranachan -
Andrew Crawford - 
Crichton Castle - 
Cross Kirk - 
Cross Kirk (Eshaness) - 
Crosskirk Broch - 
Crossraguel Abbey - 
Jim Cruickshank - 
Cubbie Roo's Castle - 
Culen van Schotland -
Cullerlie Stone Circle - 
Culross Abbey - 
Culsh Earth House - 
Culzean Castle - 
Cuween Hill Chambered Cairn

## D

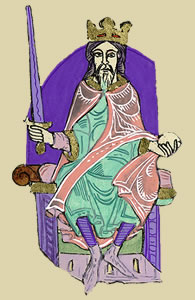
David I van Schotland

Dallas Dhu Distillery - 
David I van Schotland - 
David II van Schotland - 
Declaration of Arbroath -
Deer Abbey - 
Deskford Church - 
James Dewar - 
Dingwall - 
Dirleton Castle - 
Doedelzak -
Dolly (schaap) -
Willie Donachie - 
Donald I van Schotland -
Donald II van Schotland -
Donovan - 
Doon Castle Broch - 
Doonhill Homestead - 
Dornoch Cathedral - 
Graeme Dott - 
James Douglas, Lord of Douglas - 
Doune Castle - 
Drambuie - 
Druchtag Motte - 
Drumcoltran Tower - 
Drumlanrig Castle -
Drumtroddan Standing Stones - 
Dryburgh Abbey - 
Duart Castle - 
Dubh van Schotland - 
Duff House - 
Duffus Castle - 
Dumbarton Castle - 
Dumbarton FC -  
Dumfries and Galloway - 
Dun (eiland) -  
Dun Beag - 
Dun Carloway - 
Dun Cuier - 
Dun Dornaigil -
Dun Grugaig - 
Dun Scolpaig Tower - 
Dun Telve - 
Dun Troddan - 
Dun Vulan - 
Dun a' Chaolais - 
Dun an Sticir - 
Dunadd Fort - 
Dunblane Cathedral - 
Duncan I van Schotland - 
Dunchraigaig Cairn - 
Dundonald Castle - 
Dundee -
Dundee United - 
Dundrennan Abbey - 
Dunfallandy Stone - 
Dunfermline - 
Dunfermline Abbey -
Dunfermline Athletic FC - 
Dunfermline Palace - 
Dunglass Collegiate Church - 
John Boyd Dunlop - 
Dunkeld Cathedral - 
Dunmore Pineapple - 
Dunnottar Castle - 
Dunrobin Castle - 
Dunstaffnage Castle - 
Dunstaffnage Chapel - 
Duntulm Castle - 
Dunvegan Castle -  
Dupplin Cross - 
Dwarfie Stane -  
Dyce Symbol Stones

## E
Earl's Bu - 
Eassie Sculptured Stone - 
Easter Aquhorthies Stone Circle -
Sheena Easton - 
Eday - 
Edgar van Schotland - 
Edin's Hall Broch - 
Edinburgh - 
Edinburgh Castle - 
Edinburgh City FC (1928) -
Edinburgh City FC (1966) -
Edinburgh Mathematical Society - 
Edrom Church -
Egilsay - 
Eilean Donan Castle - 
Elcho Castle - 
Elgin (Schotland) -
Elgin Cathedral - 
Elphinstone Tower - 
Eochaid van Schotland -
Eriskay -  
John Erskine - 
Esha Ness Lighthouse - 
Eynhallow Church - 
Evanton

## F
Falkirk FC - 
Falkirk-wiel - 
Fast Castle - 
Fearn Abbey - 
Alex Ferguson - 
Fetlar -  
Fife -
Findhorn -  
Finstown -
Firth of Forth - 
Firth of Tay -
First ScotRail - 
Flying Scotsman -
Flotta - 
Flow Country -  
Forth (rivier) - 
Forth and Clyde Canal - 
Forth Bridge - 
Fort Charlotte - 
Fort George - 
Fort William - 
Fortrose Cathedral -
Foulden Tithe Barn - 
Fowlis Wester Sculptured Stone - 
Franz Ferdinand (band)
The Fratellis -
Free Church College

## G
Kevin Gallacher - 
Geografie van Schotland - 
Geschiedenis van Schotland - 
Gifford's Stone - 
Giric van Schotland - 
Gilnockie Tower - 
Glasgow - 
Glasgow Cathedral -
Glasgow Cup - 
Glebe Cairn - 
Glenbuchat Castle - 
Glenelg Brochs -
Glenluce Abbey -
Glenrothes - 
Goidelisch - 
Graafschappen van Schotland - 
Grain Earth House - 
William Grant -
Greenknowe Tower -
Greenock - 
Greenock Morton FC -
Greenwell's Booth -   
Gretna FC -
Grey Cairns of Camster - 
Greyfriars' Kirk (Edinburgh) - 
Maria van Guise  -
Gylen Castle

## H

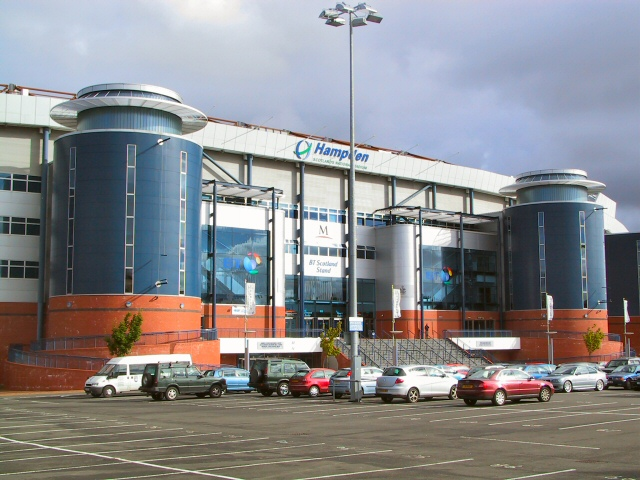
Hampden Park

Hackness Martello Tower and Battery - 
Haggis -
Hailes Castle -  
James Hall - 
Hamilton Academical FC - 
Hampden Park - 
John Hannah - 
Heart of Midlothian FC -
Heart of Neolithic Orkney -  
Hebriden -
Colin Hendry - 
Stephen Hendry - 
James Hepburn - 
Robert Hepburn - 
Hermitage Castle - 
Hertog van Albany - 
Hibernian FC - 
John Higgins - 
Peter Higgs -
Highland - 
Highland pony - 
Hill o' Many Stanes - 
Hilton of Cadboll Chapel - 
Hilton of Cadboll Stone - 
Hirta - 
Historic Scotland - 
Hogmanay -
Howmore - 
Hoy - 
Huis Stuart -
Huntingtower Castle - 
Huntly Castle -
James Hutton

## I
Ibrox Stadium - 
Inchkenneth Chapel - 
Inchmahome Priory - 
Indulf van Schotland - 
Innerpeffray Chapel - 
Inverlochy Castle - 
Inverness Caledonian Thistle FC - 
Inverness - 
Inverness-shire -
Iona Abbey - 
Iona Community - 
Iona Nunnery - 
Irn-Bru - 
Edward Irving - 
Isbister Chambered Cairn - 
Islay - 
Italian Chapel

## J
Jacobus I van Schotland - 
Jacobus II van Schotland - 
Jacobus III van Schotland - 
Jacobus IV van Schotland - 
Jacobus V van Schotland - 
Jacobus VI van Schotland - 
Jarlshof - 
Jedburgh Abbey - 
Jimmy Johnstone

## K
Karel I van Engeland - 
Karel II van Engeland - 
Keills Chapel - 
Kelso Abbey - 
Kenneth I van Schotland - 
Kenneth II van Schotland -
Kenneth III van Schotland - 
Kilberry Sculptured Stones - 
Kilchurn Castle - 
Kildonan Dun - 
Kildrummy Castle - 
Kilmartin Glen - 
Kilmartin Sculptured Stones - 

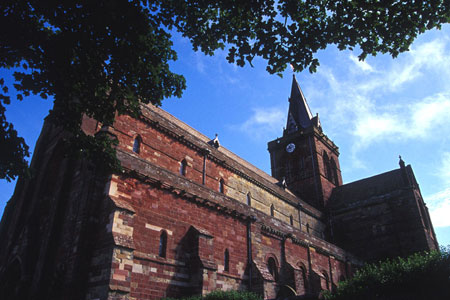
St. Magnus Cathedral, Kirkwall

Kilmichael Glassary Cup And Ring Marks -
Kilmodan Sculptured Stones - 
Kilmory Knap Chapel -  
Kilt - 
Kilwinning Abbey - 
King's Knot - 
Kinkell Church - 
Kinloss Abbey - 
Kinnaird Head Castle Lighthouse - 
Kinross House - 
Kirbuster Farm Museum - 
Kirkcaldy - 
Kirkmadrine Early Christian Stones - 
Kirkton Chapel - 
Kirkwall - 
Kisimul Castle - 
Klimaat in Schotland - 
Knap of Howar - 
Mark Knopfler - 
Knowe of Yarso Chambered Cairn - 
John Knox - 
Kolbein Hruga - 
KT Tunstall

## L
Ladykirk Church - 
Largs - 
Denis Law - 
Lerwick - 
Lieutenancy areas of Scotland - 
Lijst van brochs - 
Lijst van koningen van Schotland - 
Lijst van Munro's - 
Lijst van Schotse gerechten - 
Lincluden Collegiate Church - 
Lindores Abbey - 
Lindsay Burial Aisle - 
Links of Noltland - 
Linlithgow Palace -
Lismore (Schotland) -  
Livingston FC - 
David Livingstone -
Loanhead Stone Circle -
Loch Doon Castle -  
Loch Lomond - 
Loch Iorsa - 
Loch Ness (meer) -
Loch Ness, (monster Nessy) -
Loch Rannoch - 
Loch Tanna - 
Loch Tummel - 
Lochleven Castle - 
Lochmaben Castle - 
Lochranza Castle - 
Lockerbie - 
Lockerbie-aanslag - 
Lulach van Schotland - 
Lulu - 
Lunna Kirk -  
Lyne Kirk

## M
Macbeth van Schotland - 
McCaig's Tower - 
Flora MacDonald - 
John Alexander Macdonald - 
Machrie Moor Stone Circles - 
MacLean's Cross - 
MacLellan's Castle - 
Maes Howe - 
Magnus Erlendsson - 
Maiden Stone - 
Mainland (Orkney) - 
Mainland (Shetland) - 
Malcolm I van Schotland - 
Malcolm II van Schotland - 
Malcolm III van Schotland - 
Malcolm IV van Schotland - 
Shirley Manson - 
Mar's Wark - 
Margaretha van Schotland (1283-1290) - 
Maria I van Schotland -
Martyrs' Stake - 
Maybole Collegiate Church -
Gary McAllister - 
McCaig's Tower -  
Brian McGinlay - 
Ewan McGregor - 
Kenneth McKellar - 
Alan McLaren - 
Alex McLeish - 
Colin McRae -  
Melrose Abbey - 
Memsie Cairn - 
Merkland Cross - 
Metro van Glasgow - 
Midhowe Broch - 
Midhowe Chambered Cairn - 
Migvie Stone - 
Mine Howe - 
Mogwai - 
Monster van Loch Ness - 
Morayshire - 
Mor Stein - 
Morton Castle - 
Morton FC - 
Moss Farm Road Stone Circle - 
Motherwell - 
Motherwell FC -
The Mound - 
Mousa Broch - 
Muness Castle -  
Munro -
Murrayfield Stadium -
Muthill Old Church -  
My Latest Novel

## N

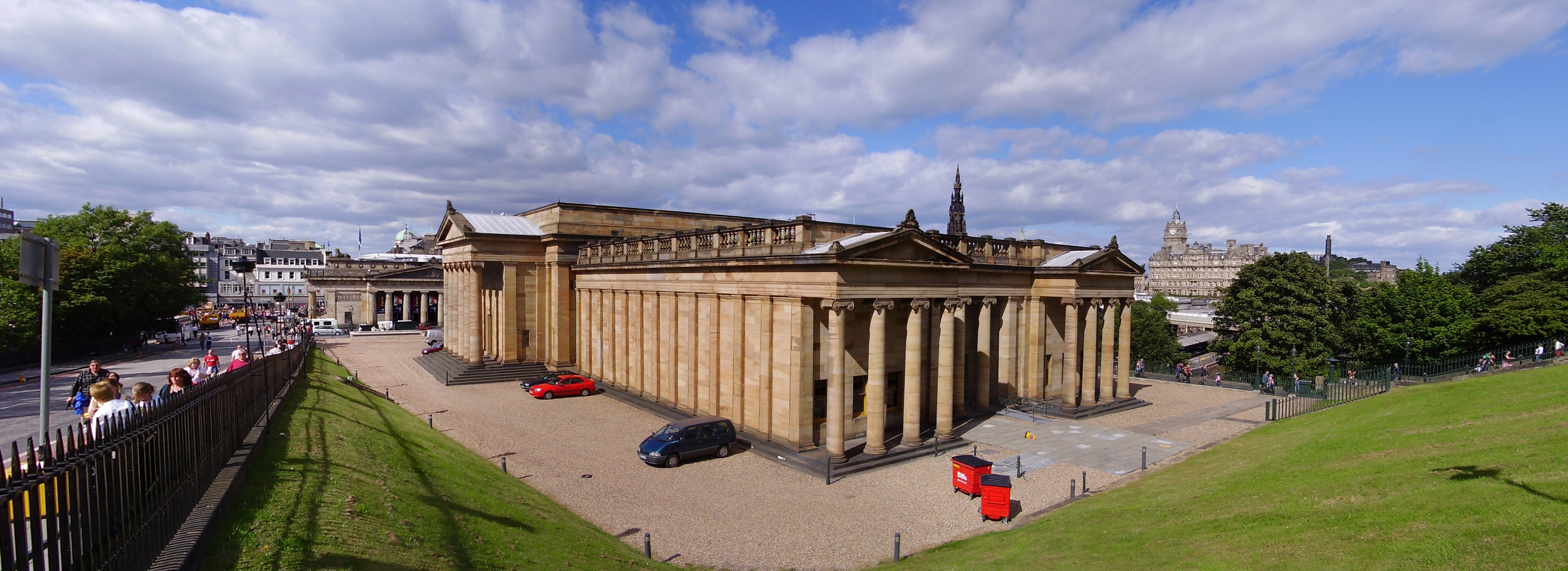
National Gallery of Scotland

Na Hearadh -
National Gallery of Scotland -  
Ness of Burgi - 
Nether Largie Cairns - 
Nether Largie Standing Stones - 
New Abbey Corn Mill - 
Newark Castle (Port Glasgow) - 
Newark Castle (Selkirkshire) - 
New Lanark -
Nils Olav - 
Ninianus - 
Nith - 
Noltland Castle - 
North Ronaldsay - 
Nunton Church - 
Nybster Broch

## O
Oban - 
Graeme Obree -
Old Scatness -  
Orchardton Tower - 
Orde van de Distel -
Orkneyeilanden - 
Orkneyinga Saga - 
Ormacleit Castle -
Ormiston Market Cross -  
Orphir Church - 
Our Lady of the Isles

## P
Palace of Holyroodhouse - 
Mungo Park - 
Partick Thistle FC - 
Peebles - 
Peel Ring of Lumphanan - 
Perth (Schotland) -
Perthshire -
Picardy Symbol Stone -  
Picten - 
Pictische steen - 
Pluscarden Abbey - 
Pobull Fhinn - 
Presbyterianisme - 
Preston Market Cross

## Q
Queen of the South FC -
Queen's Park FC

## R
Gerry Rafferty - 
Ramp met de Tay Bridge - 
Rangers FC - 
Ravenscraig Castle - 
Recumbent Stone Circle - 
Referendum over de onafhankelijkheid van Schotland -
Charlie Reid - 
Craig Reid - 
Rendall Dovecote - 
Rennibister Earth House - 
Ri Cruin Cairn - 
Ring of Brodgar -
Rispain Camp -  
Robert I van Schotland - 
Robert II van Schotland - 
George Robertson - 
Rodney's Stone - 
Rognvald Kali Kolsson - 
Ross County FC - 
Rosslyn Chapel - 
Rob Roy - 
Rothesay Castle - 
Rousay - 
Royal Bank of Scotland - 
Royal Botanic Garden Edinburgh - 
Royal Scottish Academy - 
J.K. Rowling - 
Ruthven Barracks

## S
Saddell Abbey - 
Saint Kilda - 
Saint Moluag's Cathedral - 
Scalloway Castle - 
Schotland - 
Schotse Hooglanden -
Schots (taal) - 
Schots-Gaelisch -
Scone Palace -  
Scord of Brouster -
ScotRail -
Walter Scott - 
Schotten (volk) - 
Scottish Cup -
Scottish Football League First Division -  
Scottish League Cup - 
Scottish League Challenge Cup - 
Scottish National Party - 
Scottish Premier League - 
Alexander Selkirk - 
Seton Collegiate Church - 
Tommy Sheridan -
Shetlandeilanden -
Shetlandpony - 
Bill Shankly - 
Simple Minds - 
Skaill House - 
Skara Brae - 
Skellister Standing Stone - 
Skipness Castle -
Skipness Chapel - 
Slag om Bannockburn -
Slag bij Culloden - 
Smailholm Tower - 
Graeme Smith - 
Smoo Cave - 
Sons & Daughters - 
South Ronaldsay - 
Spynie Palace - 
St Andrews Castle -
St Andrews Cathedral -
St Bride's Church (Douglas) - 
St Bridget's Kirk (Dalgety) - 
St Clement's Church - 
St Fillan's Church - 
St Giles' Cathedral - 
St. Johnstone FC - 
St Machar's Cathedral - 
St. Magnus Cathedral - 
St Magnus Church (Birsay) - 
St Magnus Church (Egilsay) - 
St Magnus Church (Tingwall) - 
St Margaret's Chapel - 
St Martin's Kirk (Haddington) - 
St Mary's Chapel (Crosskirk) - 
St Mary's Church (Kirkheugh) - 
St Mary's Chapel (Sand) - 
St Mary's Chapel (Wyre) - 
St Mary's Church (Grandtully) - 
St Mary's Church (Haddington) - 
St Mary's Kirk (Auchindoir) - 
St Michael's Church (Eriskay) - 
St Michael's Church (Linlithgow) - 
St. Mirren FC - 
St Ninian's Cave - 
St Ninian's Chapel - 
St Ninian's Chapel (St Ninian's Isle) - 
St Olaf's Church (Balliasta) -
St Olaf's Church (Lunda Wick) - 
St Olaf's Church (Voe) - 
St Peter's Kirk (Duffus) -
St Serf's Church (Dunning) -  
St Vigeans Church - 
St Vigeans Sculptured Stones - 
Stanley Mills - 
Stanydale 'Temple' - 
Steinacleit - 
Steòrnabhagh - 
Al Stewart - 
Jackie Stewart - 
Ian Stewart (musicus) - 
Patrick Stewart (Orkney) - 
Robert Stewart (Orkney) - 
Stirling - 
Stirling Castle - 
Stirling Old Bridge - 
Stone of Scone -  
Stones of Stenness - 
Stromness - 
Stronsay - 
Huis Stuart - 
Sueno's Stone - 
Sweetheart Abbey

## T
Tankerness House Museum - 
Tantallon Castle - 
Tappoch Broch - 
Tartan -
Tarves Medieval Tomb - 
Tay Bridge - 
Tealing Dovecot - 
Tealing Earth House -
Teampull na Trionaid -  
Temple Wood Stone Circles - 
Texas (band) -  
The Bishop's Palace - 
The Earl's Palace (Kirkwall) - 
The Earl's Palace (Birsay) - 
The Flower of Scotland -
The Fratellis -  
The Hollanders' Graves -
The Old Firm -
Third Lanark AC -  
Thomaston Castle - 
Threave Castle - 
Thurso Castle - 
Tingwall Kirk - 
Tingwall Standing Stone -
Tirefour Broch -  
Tolquhon Castle - 
Tomintoul - 
Tomnaverie Stone Circle - 
Torhouse Stone Circle - 
Tormiston Mill - 
Torr a'Chaisteal Fort - 
Torrylin Cairn - 
Travis - 
Tullibardine Chapel - 
Tweed (rivier)

## U
Uibhist a Tuath - 
Uig Tower - 
Ullapool - 
Unst - 
Unstan Chambered Cairn - 
Urquhart Castle - 
Midge Ure - 
Universiteit van Aberdeen - 
Universiteit van Edinburgh - 
Universiteit van Glasgow - 
Universiteit van St Andrews - 
Unst - 
Uyea Breck Standing Stone - 
Uyeasound

## V
Vatersay - 
Vlag van Schotland

## W
Les Wallace - 
Wallace Monument - 
Wanlockhead Beam Engine - 
Watch Stone - 
James Watt - 
West Highland Way - 
Westray Wife - 
Wet Wet Wet -
Whalsay - 
Whisky - 
White Wife - 
Whithorn Priory - 
Wick - 
Wideford Hill Chambered Cairn - 
Willem I van Schotland - 
William Wallace - 
Jocky Wilson - 
Windhouse -
Wreaths Tower - 
Wyre (Orkneyeilanden)

## Y
Yell - 
Angus Young - 
Malcolm Young